# Rębków (gromada)
Rębków (od 31 XII 1959 Marianów) – dawna gromada, czyli najmniejsza jednostka podziału terytorialnego Polskiej Rzeczypospolitej Ludowej w latach 1954–1972.
Gromady, z gromadzkimi radami narodowymi (GRN) jako organami władzy najniższego stopnia na wsi, funkcjonowały od reformy reorganizującej administrację wiejską przeprowadzonej jesienią 1954 do momentu ich zniesienia z dniem 1 stycznia 1973, tym samym wypierając organizację gminną w latach 1954–1972.
Gromadę Rębków z siedzibą GRN w Rębkowie utworzono – jako jedną z 8759 gromad na obszarze Polski – w powiecie garwolińskim w woj. warszawskim, na mocy uchwały nr VI/10/2/54 WRN w Warszawie z dnia 5 października 1954. W skład jednostki weszły obszary dotychczasowych gromad Rębków Parcele, Stoczek, Wilkowyja, Ewelin i Rębków (z wyłączeniem kolonii Rębków) ze zniesionej gminy Wola Rębkowska w tymże powiecie. Dla gromady ustalono 19 członków gromadzkiej rady narodowej.
31 grudnia 1959 1 stycznia 1960 do gromady Rębków przyłączono wieś Zakącie z gromady Ruda Talubska w tymże powiecie; z gromady Rębków wyłączono natomiast wsie Rębków, Rębków Parcele i Ewelin oraz kolonię Rębków, włączając ją do gromady Wola Rębkowska w tymże powiecie, po czym gromadę Rębków zniesiono przenosząc siedzibę GRN z Rębkowa do Marianowa i zmieniając nazwę jednostki na gromada Marianów (wykreślone zmiany retroaktywnie uchylone uchwałami z 25 lutego 1960).